# 정인홍 선대 증직교지류
정인홍 선대 증직교지류(鄭仁弘 先代 贈職敎旨類)는 대한민국 경상남도 합천군에 있는, 선조 35년(1602)에서 광해군 7년(1615) 사이에 조정에서 내암 정인홍(1535∼1623) 선생의 조상들과 선생의 부인 및 후손에게 내린 증직교서들로, 총 17점이다.
1997년 1월 30일 경상남도의 유형문화재 제331호 내암 정인홍선생 선대 배위 및 후손 증직교지류로 지정되었다가, 2018년 12월 20일 현재의 명칭으로 변경되었다.

## 개요
선조 35년(1602)에서 광해군 7년(1615) 사이에 조정에서 내암 정인홍(1535∼1623) 선생의 조상들과 선생의 부인 및 후손에게 내린 증직교서들로, 총 17점이다.
정인홍은 조선 광해군 때의 문신으로, 선조 6년(1573) 황간현감으로 재직하면서 많은 선행을 베풀었으며, 임진왜란이 일어나자 합천에서 의병을 모아 왜군을 물리쳤다. 선조 35년(1602) 대사헌으로 승진하고 그후 공조참판, 좌참찬, 우의정을 지냈다. 그러나 인조반정 때 역신으로 몰려 죽임을 당하였으며, 재산 역시 몰수당하였다. 순종 2년(1908)에 명예가 회복되어 관직이 복구되었다.

## 같이 보기
- 정인홍

## 참고 문헌
- 정인홍 선대 증직교지류 - 국가유산청 국가유산포털